# سرابله
سرابله(به کردی سَراوڵە یا سِراوڵه)، مرکز شهرستان چرداول در استان ایلام است.
سرابله با ارتفاع ۱,۰۵۰ متر، در ۴۹۰ کیلومتری جنوب غربی تهران و نوزده‌ کیلومتری شمال شرقی شهر ایلام قرار دارد.

## وجه تسمیه
واژه «سرابله» از سراب+له تشکیل شده که پسوند له از واژه کردی وله به معنای تلالو نشات گرفته و معنای این ترکیب آبی که تلالو دارد می‌باشد. این واژه که در زبان کردی به صورت (سه‌راوله، Serawle) تلفظ می‌شود در مرکز شهر قرار گرفته و اکنون این سراب به یک مجتمع تفریحی تبدیل شده که باعث زیبای شهر سرابله شده. اسم محلی سرابله (سراوله) می‌تواند ریشه‌ای دیگر هم داشته باشد، (سراو) به معنی سراب و (له) که علاوه بر توضیح متن بالا می‌تواند ریشه دیگری هم داشته باشد، مثلاً:(له) احتمالاً ابتدا (لا: به معنی، کنار) بوده و در گذر زمان مانند خیلی از کلمات دیگر دچار تغییرات شده‌است.
سراب'له بر گرفته از حاصل اسم مصدر چشمه‌سرابی (سراب_سراو) است، که در کوه‌پایه برندک کوهی با نام (لنه) که حرف (.. ن..) اسم لنه با استفاده از تصغیر و اسم مصدر خورده شده (له) و در آخر این ویرایش زبانی حاصل شده، در واقع مالکیت یا همان تعلق داشتن سراب به برندکی‌ست که (لنه) نام دارد، و همین شناساندن سراب با کوه برندک لنه را نشان می‌دهد، و در پایان موجب نام‌گذاری سراب+له (سرابله) به این نام شده‌است.

## موقعیت جغرافیایی
شهر سرابله مرکز شهرستان چرداول است که از شمال به استان کرمانشاه و از شرق به شهرستان هلیلان و از جنوب شرقی‌ به استان لرستان، از جنوب و جنوب غربی به شهرستان سیروان و از سمت غرب به شهرستان‌ ایوان متصل می‌‌شود. ارتفاع این شهر از سطح دریا ۱۰۵۰ متر است. آب و هوای این شهر کوهستانی است.

## مردم‌شناسی‌

### جمعیت
طبق مرکز آمار ایران جمعیت این شهر ۲۰٬۰۰۰ نفر است که از ایل کُرد خزل هستند.

### زبان
زبان ساکنین سرابله، کردی است و مردم این شهر به زبان کردی جنوبی تکلم دارند.

## اقتصاد
عمده کار مردم این شهر کشاورزی است و بیشترین کشاورزی آنان را کشت گندم، جو، نخود، عدس و کشت برنج تشکیل می‌دهد. برنج سرابله به نام برنج عنبربو (خوش‌بو) معروف است.

## آثار تاریخی
- مقبرهٔ امامزاده قاسم(ع) ، از نوادگان امام موسی بن جعفر (ع)
- آتشکده موشکان که قدمت آن به دوران ساسانیان می‌رسد.